# Marc-Vivien Foé
Marc-Vivien Foé (1975. május 1. – 2003. június 26.) kameruni labdarúgó.

## Pályafutása

### Klubcsapatban
Foé 1975. május 1-én született Yaoundéban. Pályafutását a Union Garoua-nál kezdte, majd innen igazolt a Canon Yaoundéba. 1993-ban megnyerte csapatával az országos kupát. 1994-ben igazolt Európába, a francia Lenshoz. 1994. augusztus 13-án mutatkozott be a Ligue 1-ben a Montpellier elleni 2-1-re megnyert bajnokin. Öt idényt töltött itt, 1998-ban megnyerte a francia bajnokságot. 1998-ban a Manchester United szerette volna leigazolni, de a Lens visszautasította az angol klub hárommillió fontos ajánlatát.
1999 januárjában 4 200 000 fontért lett a West Ham United játékosa.  38 bajnokit játszott a londoni klubban, ezalatt egy gólt lőtt, a Sheffield Wednesdaynek, valamint szerzett további egy gólt az NK Osijek ellen az UEFA-kupában. Gólt szerzett a West Ham színeiben az  NK Osijek ellen 3-1-re megnyert mérkőzésen is az UEFA Cup-ban. 2000 májusában visszatért Franciaországba és a Lyon labdarúgója lett. Maláriás megbetegedése miatt több hónapot ki kellett hagynia, de visszatérése után Ligakupát és bajnoki címet nyert a klubbal.
A 2002-2003-as idényben a Manchester City kölcsönjátékosaként visszatért a Premier League-be. 2002. december 9-én szerezte első gólját új csapatában, amelynek színeiben még további nyolc alkalommal volt eredményes.

### A válogatottban
1993-ban szerepelt az ifjúsági világbajnokságon. 1993. szeptember 22-én Mexikó ellen bemutatkozott a felnőtt válogatottban is. Az 1994-es világbajnokságon mind a három csoportmérkőzésen pályára lépett. A 2002-es világbajnokságon is pályára lépett mindhárom csoportmérkőzésen, de Kamerun ezúttal sem jutott tovább a csoportjából.

## Halála
2003. június 26-án a konföderációs kupán a Kamerun-Kolumbia elődöntőben a 73. percben összeesett, és később meghalt.

## Statisztikái

### Klub
| Klub teljesítmény | Klub teljesítmény | Klub teljesítmény | Bajnokság       | Bajnokság | Kupa            | Kupa         | Ligakupa         | Ligakupa         | Nemzetközi      | Nemzetközi | Összesen        | Összesen |
| Szezon            | Klub              | Bajnokság         | Pályára Lépések | Gólok     | Pályára Lépések | Gólok        | Pályára Lépések  | Gólok            | Pályára Lépések | Gólok      | Pályára Lépések | Gólok    |
| Franciaország     | Franciaország     | Franciaország     | Bajnokság       | Bajnokság | Francia kupa    | Francia kupa | Francia Ligakupa | Francia Ligakupa | Európa          | Európa     | Összesen        | Összesen |
| ----------------- | ----------------- | ----------------- | --------------- | --------- | --------------- | ------------ | ---------------- | ---------------- | --------------- | ---------- | --------------- | -------- |
| 1994–1995         | Lens              | Division 1        | 15              | 3         |                 |              |                  |                  |                 |            | 15              | 3        |
| 1995–1996         | Lens              | Division 1        | 19              | 2         |                 |              |                  |                  |                 |            | 19              | 2        |
| 1996–1997         | Lens              | Division 1        | 28              | 2         |                 |              |                  |                  |                 |            | 28              | 2        |
| 1997–1998         | Lens              | Division 1        | 18              | 2         |                 |              |                  |                  | 0               | 0          | 18              | 2        |
| 1998–1999         | Lens              | Division 1        | 5               | 2         |                 |              |                  |                  | 1               | 0          | 6               | 2        |
| Anglia            | Anglia            | Anglia            | Bajnokság       | Bajnokság | FA Kupa         | FA Kupa      | Angol Ligakupa   | Angol Ligakupa   | Európa          | Európa     | Összesen        | Összesen |
| 1998–1999         | West Ham United   | Premier League    | 13              | 0         | 0               | 0            | 0                | 0                | 0               | 0          | 13              | 0        |
| 1999–2000         | West Ham United   | Premier League    | 25              | 1         | 1               | 0            | 3                | 0                | 3               | 1          | 32              | 2        |
| Franciaország     | Franciaország     | Franciaország     | Bajnokság       | Bajnokság | Francia kupa    | Francia kupa | Francia Ligakupa | Francia Ligakupa | Európa          | Európa     | Összesen        | Összesen |
| 2000–2001         | Lyon              | Division 1        | 25              | 1         | 3               | 0            | 3                | 0                | 8               | 1          | 39              | 2        |
| 2001–2002         | Lyon              | Division 1        | 18              | 2         | 0               | 0            | 0                | 0                | 8               | 0          | 26              | 2        |
| Anglia            | Anglia            | Anglia            | Bajnokság       | Bajnokság | FA Kupa         | FA Kupa      | Angol Ligakupa   | Angol Ligakupa   | Európa          | Európa     | Összesen        | Összesen |
| 2002–2003         | Manchester City   | Premier League    | 35              | 9         | 1               | 0            | 2                | 0                | 0               | 0          | 38              | 9        |
| Ország            | Franciaország     | Franciaország     | 128             | 14        | 3               | 0            | 3                | 0                | 17              | 1          | 151             | 15       |
| Ország            | Anglia            | Anglia            | 73              | 10        | 2               | 0            | 5                | 0                | 3               | 1          | 83              | 11       |
| Összesen          | Összesen          | Összesen          | 201             | 24        | 5               | 0            | 8                | 0                | 20              | 2          | 234             | 26       |

### Válogatott
| Nemzet   | Évek     | Pályára lépések | Gólok |
| -------- | -------- | --------------- | ----- |
| Kamerun  |          |                 |       |
| 1993     | 2        | 0               |       |
| 1994     | 6        | 0               |       |
| 1995     | 2        | 1               |       |
| 1996     | 4        | 0               |       |
| 1997     | 6        | 0               |       |
| 1998     | 5        | 0               |       |
| 1999     | 2        | 0               |       |
| 2000     | 8        | 3               |       |
| 2001     | 9        | 2               |       |
| 2002     | 14       | 2               |       |
| 2003     | 4        | 0               |       |
| Összesen | Összesen | 62              | 8     |

## Sikerei, díjai

### Klub
Canon Yaoundé
- Kameruni Kupa: 1993

Lens
- Ligue 1: 1997–98[11][19]

West Ham United
- Intertotó-kupa: 1999[20][21]

Lyon
- Ligue 1: 2001–02[11][22]
- Francia Ligakupa: 2000–01[23]

### A válogatottal
Kamerun
- Afrikai nemzetek kupája: 2000,[24] 2002[25]

### Egyéni
- Konföderációs kupa Bronzlabda: 2003[26]